# 桑ノ弓鬼太郎
桑ノ弓 鬼太郎（くわのゆみ きたろう、生年不明 - 1869年2月13日〈明治2年1月3日〉）は、現在の熊本県熊本市（旧・肥後国飽田郡）出身で伊勢ノ海部屋に所属した力士。本名、身長、体重とも不明。出身地は最高位は東前頭5枚目。
戊辰戦争で戦死（正確には、乗船した船の沈没事故による海難死）した唯一の幕内力士である。

## 人物
嘉永4年（1851年）2月初土俵（二段目〈現在の幕下〉）。熊本藩（細川藩）お抱えの力士だった。初土俵から11年後の文久2年（1862年）11月新十両（西二段目8枚目となり十両相当となった）。慶応2年（1866年）3月場所に新入幕。それから4場所後の慶応3年（1867年）11月場所終了後、戊辰戦争が勃発し、藩命により従軍した。東北戦線に出征し、宇多郡(現在の福島県相馬市)周辺で仙台藩との交戦に身を置いていたと伝わる。明治元年（1868年）9月に東北戦線での戦闘が終結したが、藩命を受けていた寺尾九郎左衛門率いる一大隊に所属していたため、角界に戻る事はなかった。
明治2年（1869年）1月2日、一大隊に津軽藩への援軍（箱館戦争）の藩命が下った（これは、榎本武揚らの旧幕府勢力が蝦夷を席捲して箱館に独自の政府（蝦夷共和国）を樹立する動きを見せて、海峡を挟んで対峙する津軽藩などは警戒を怠れない情勢がなおも続いていた事、そして何よりも時の津軽藩主・津軽承昭が熊本藩主・細川護久の弟であったことが理由である。）。そのため、一大隊は熊本藩が借り入れたアメリカの汽船「ハーマン号」に乗船し、高輪より出港した。しかし、折からの悪天候により、房総半島沖で嵐に遭い、船が大破。この海難事故で帰らぬ人になった。なおこの事故では、桑ノ弓に同行していた（勿論、藩命を受けていた）釈迦ヶ峰啓介、杉田川を含め、現役の大相撲力士3名が犠牲になっている（ハーマン号事件）。
幕内通算 6場所 4勝10敗10分36休を残した（但し、戊辰戦争従軍により、1868年7月場所と11月場所〈明治改元後初めての場所〉は全休している）。
改名歴は1回ある：島ノ浦（嶌ノ浦とする説もあり）鬼太郎 → 桑ノ弓 鬼太郎。
遺骸は勝浦市の現場近くに埋められ、今は立派な石碑(「官軍塚」と通称されている)が立てられて、毎年、慰霊祭が行われているという。
なお、現役の幕内力士からは明治以降大東亜戦争までにおいても戦死者は一人も出しておらず（東京大空襲での死者は複数いる）、桑ノ弓は大相撲史上唯一の幕内力士の戦死者ということになる。